# كيفن ويليس
كيفن ويليس (بالإنجليزية: Kevin Willis)‏ مواليد 6 سبتمبر 1962 في لوس أنجلوس، هو لاعب كرة سلة أمريكي سابق بدأ مسيرته الاحترافية في سنة 1984. يبلغ طوله 7 قدم 0 بوصة (2.1 م). اعتزل اللعب في 2007.

## فرق لعب لها
- أتلانتا هوكس
- ميامي هيت
- غولدن ستايت ووريورز
- هيوستن روكتس
- تورونتو رابتورز
- دنفر ناغتس
- سان أنطونيو سبرز
- دالاس مافيريكس

## روابط خارجية
- كيفن ويليس على موقع إن بي أي (الإنجليزية)
- كيفن ويليس على موقع سبورتس رفرنس (الإنجليزية)
- كيفن ويليس على موقع كرة السلة الأوروبية.كوم (الإنجليزية)
- كيفن ويليس على موقع كلية كرة السلة في سبورتس رفرنس.كوم (الإنجليزية)
- كيفن ويليس على موقع ريلجم (الإنجليزية)
- كيفن ويليس على موقع بروبوليرز (الإنجليزية)